# イーサン・オルブライト
イーサン・オルブライト（Ethan Albright 1971年5月1日- ）はノースカロライナ州グリーンズボロ出身のアメリカンフットボール選手。1995年から2010年までNFLの4チームでプレーした。ポジションはロングスナッパー。2007年にはプロボウルに選ばれている。バッファロー・ビルズ時代の1996年9月1日から、ワシントン・レッドスキンズ時代の2010年1月3日まで230試合に連続出場している。

## 経歴
高校時代はアメリカンフットボールの他にバスケットボール、野球を行った。
ノースカロライナ大学では当初タイトエンドとしてプレーしたが、その後オフェンシブタックルにコンバートされ、1993年アトランティック・コースト・カンファレンスのファーストチームに選ばれた。またロングスナッパーも務めた。
1994年、ドラフト外フリーエージェントでマイアミ・ドルフィンズと契約し10試合に出場した後、カットされ残りシーズンをグリーンベイ・パッカーズのプラクティス・スクワッドで過ごした。
1995年11月、故障者リスト入りした。
1996年にバッファロー・ビルズに加入、2000年まで5シーズンを過ごした。
2001年6月3日、サラリーキャップを空けるため、バッファロー・ビルズから放出され、その後ワシントン・レッドスキンズと契約を結んだ。2005年3月3日、レッドスキンズと再契約を結んだ。
2006年2月、レッドスキンズと再契約を結んだ。
2007年に初のプロボウルに選ばれた。プロボウルではこの年シーズン中に殺されたショーン・テイラーの背番号21をチームメートのクリス・クーリー、クリス・サミュエルズと共に着けてプレーした。2008年2月、レッドスキンズと再契約を結んだ。2009年2月13日にもレッドスキンズと1年の再契約を結んだ。
2010年、レッドスキンズは若返りを図りオルブライトと再契約を結ばなかった。9月28日、1994年から2010年までロングスナッパーを務めていたデビッド・ビン、その後獲得されたライアン・ニールがそろって故障者リスト入りしたサンディエゴ・チャージャーズと契約を結んだが、2週間後の10月13日にチャージャーズから解雇された。

## 人物
EAスポーツのマッデンNFLの2007年版で99点中53点と全選手中最低の格付けがなされた。これはインターネット上のミームとなった。この評価についてレッドスキンズの同僚、クリス・サミュエルズはオルブライトは他のロングスナッパーより優れておりフェアではないと語った。